# Extinció del Devonià superior
L'extinció del Devonià superior és una de les cinc grans extincions de la història de la Terra. Una gran extinció tingué lloc al límit que marca l'inici de l'última part del període Devonià, l'estatge faunístic Famennià, fa uns 364 milions d'anys. Gairebé tots els peixos àgnats fòssils desaparegueren sobtadament. Un segon pols fort tancà el període Devonià.

## Causes
Encara que se sospita del refredament global com a causa principal, no s'exclou la influència d'un impacte extraterrestre, per la qual s'han proposat diversos possibles llocs de col·lisió. No obstant això, l'existència en l'actualitat en la zona intertropical de plantes molt antigues (com és el cas de les falgueres arborescents) fa també pensar que l'estabilitat climàtica a través del temps geològic és major del que molts pensen. Existeixen també proves d'una important era glacial, originada probablement per l'enorme difusió vegetal del Devonià. Les plantes haurien fixat el diòxid de carboni, reduint el seu efecte hivernacle i contribuint a un refredament global. A més, sembla que no es va tractar d'una única extinció massiva, sinó d'una sèrie d'esdeveniments relacionats, pel que ambdues teories poden ser certes alhora. De fet, sembla tractar-se de 3 extincions massives al llarg d'un període de 3 milions d'anys.

### Principals canvis ambientals
A partir de finals del Devonià mitjà, fins al Devonià superior, diversos canvis ambientals poden ser detectats des del registre sedimentari. Hi ha proves d'una generalitzada anòxia als fons de les aigües oceàniques de fons; la taxa de carboni sota terra es va disparar, i organismes bentònics van ser delmats, especialment en els tròpics, i en especial les comunitats d'esculls.